# 奧弗頓公園

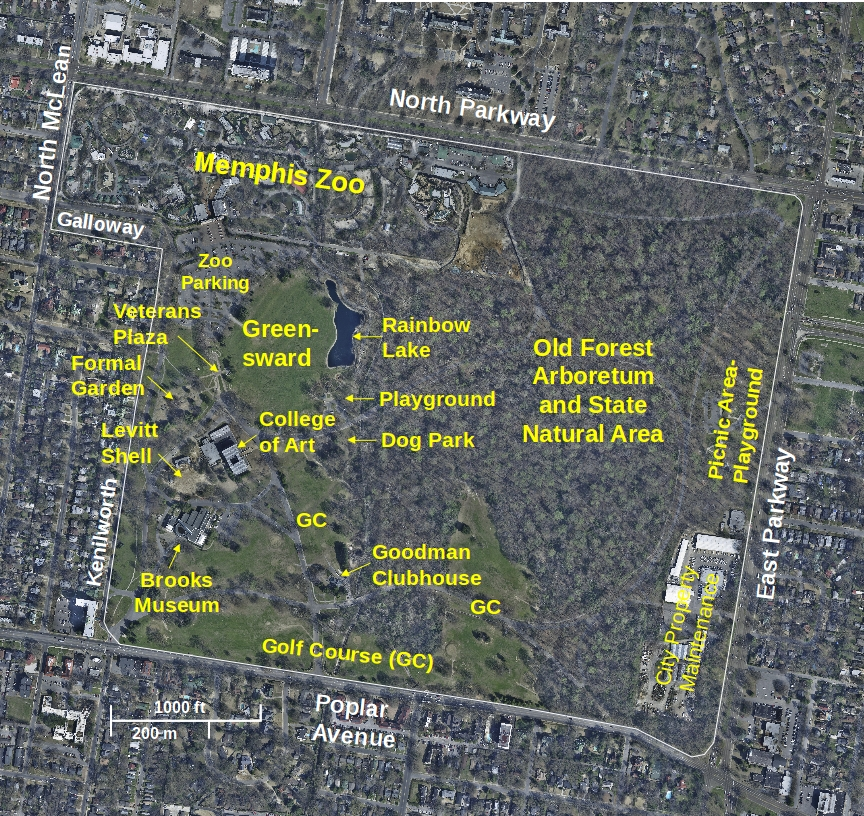
奧弗頓公園鳥瞰圖

奧弗頓公園（英語：Overton Park），位於美國田納西州孟菲斯中城的一個公共公園，建於1906年，佔地342 acre（138 ha），得名自孟菲斯市的創始人之一約翰·奧弗頓，園內建有孟菲斯布魯克斯藝術博物館、孟菲斯動物園、一個9洞的高爾夫球場、孟菲斯藝術學院等設施。